# Tartu universitets botaniska trädgård

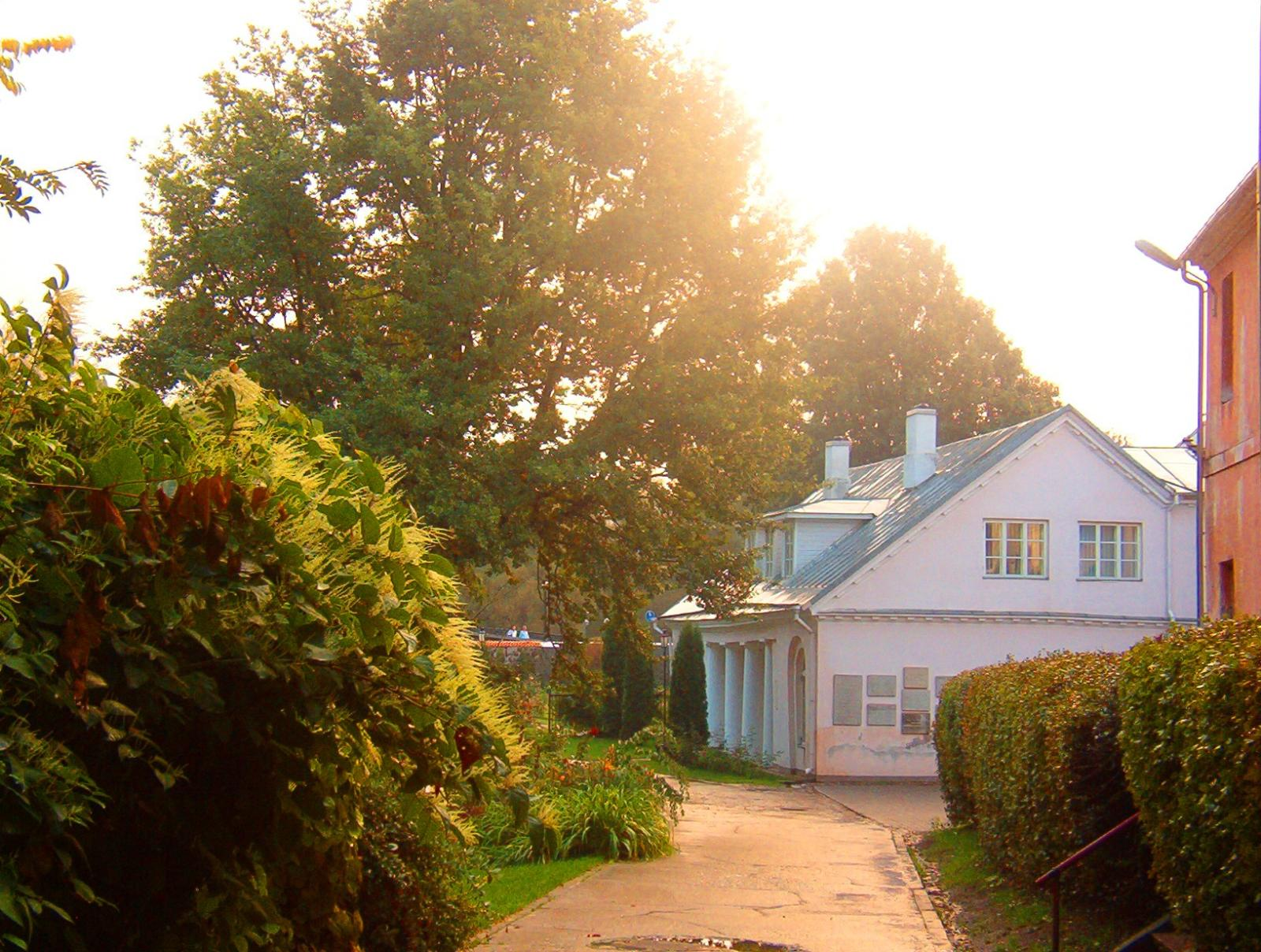
K-märkt byggnad i Tartu universitets botaniska trädgård från 1806–1811

Tartu universitets botaniska trädgård är en botanisk trädgård i Tartu i Estland. Den inrättades 1803 av det vid den tidpunkten återöppnade Tartu universitet.
Den botaniska trädgården anlades ursprungligen av Gottfried Albert Hellman (1773–1809). Den låg från början vid Vanemuisegatan, på den plats där senare Vanemuine lilla teaterhus anlades. År 1805 flyttades den till en tidigare bastion vid Laigatan på norra sidan av gamla stan. 

## Universitets museer
- Tartu universitetsmuseum
- Tartus gamla observatorium
- Tartus gamla anatomiska teater
- Tartu universitets konstmuseum
- Tartu universitets naturhistoriska museum

## Bildgalleri

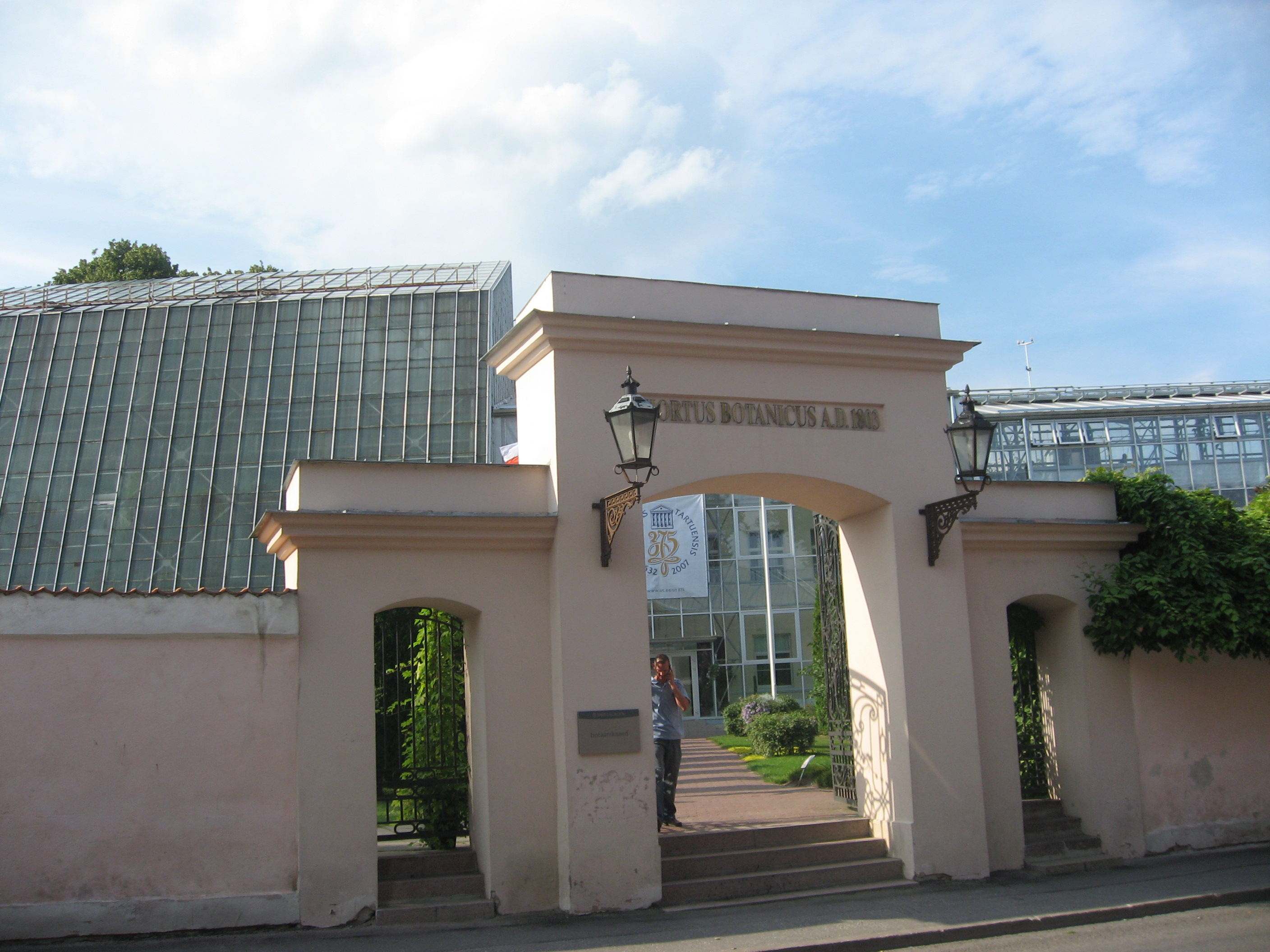
Huvudingången
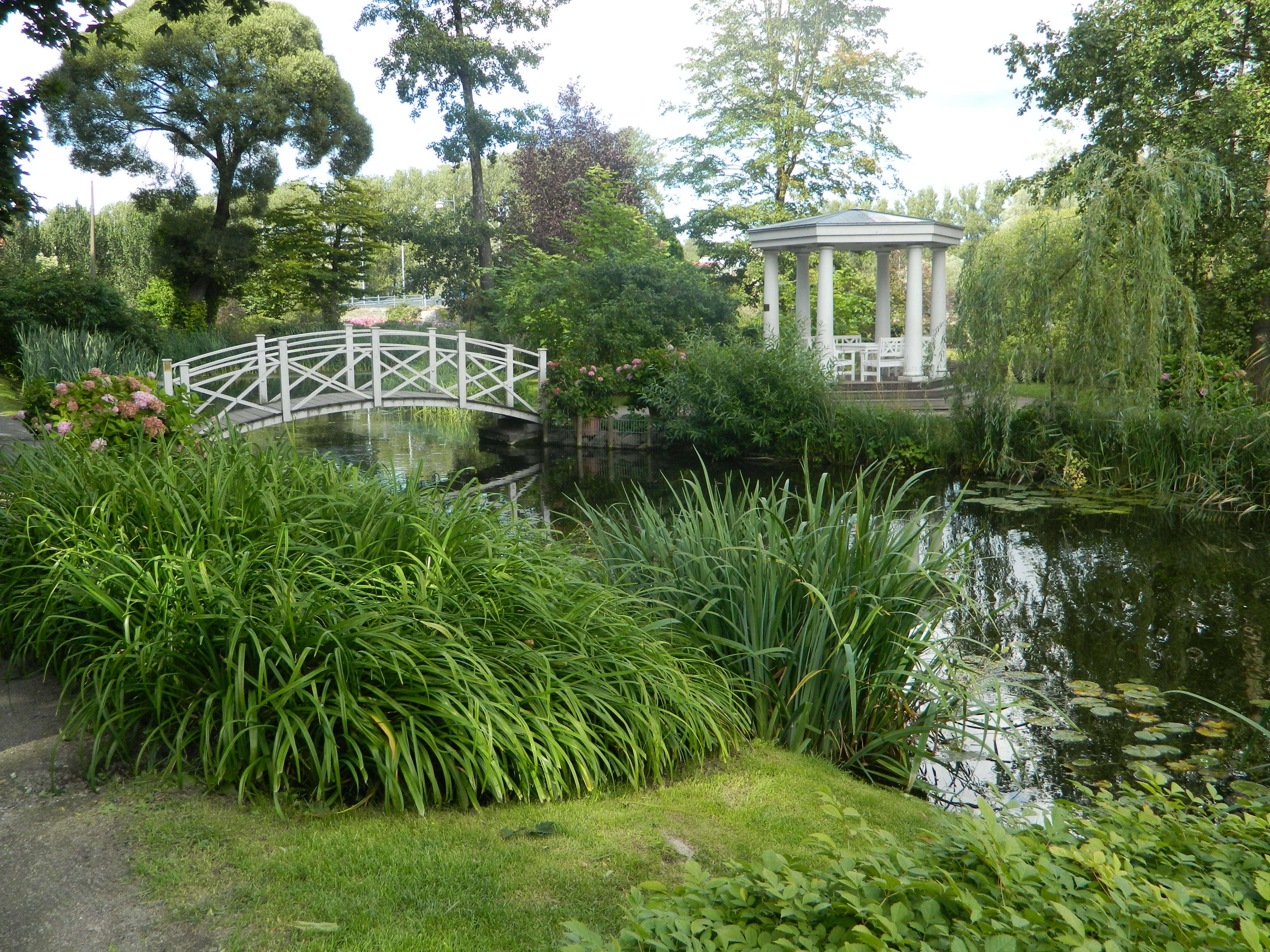
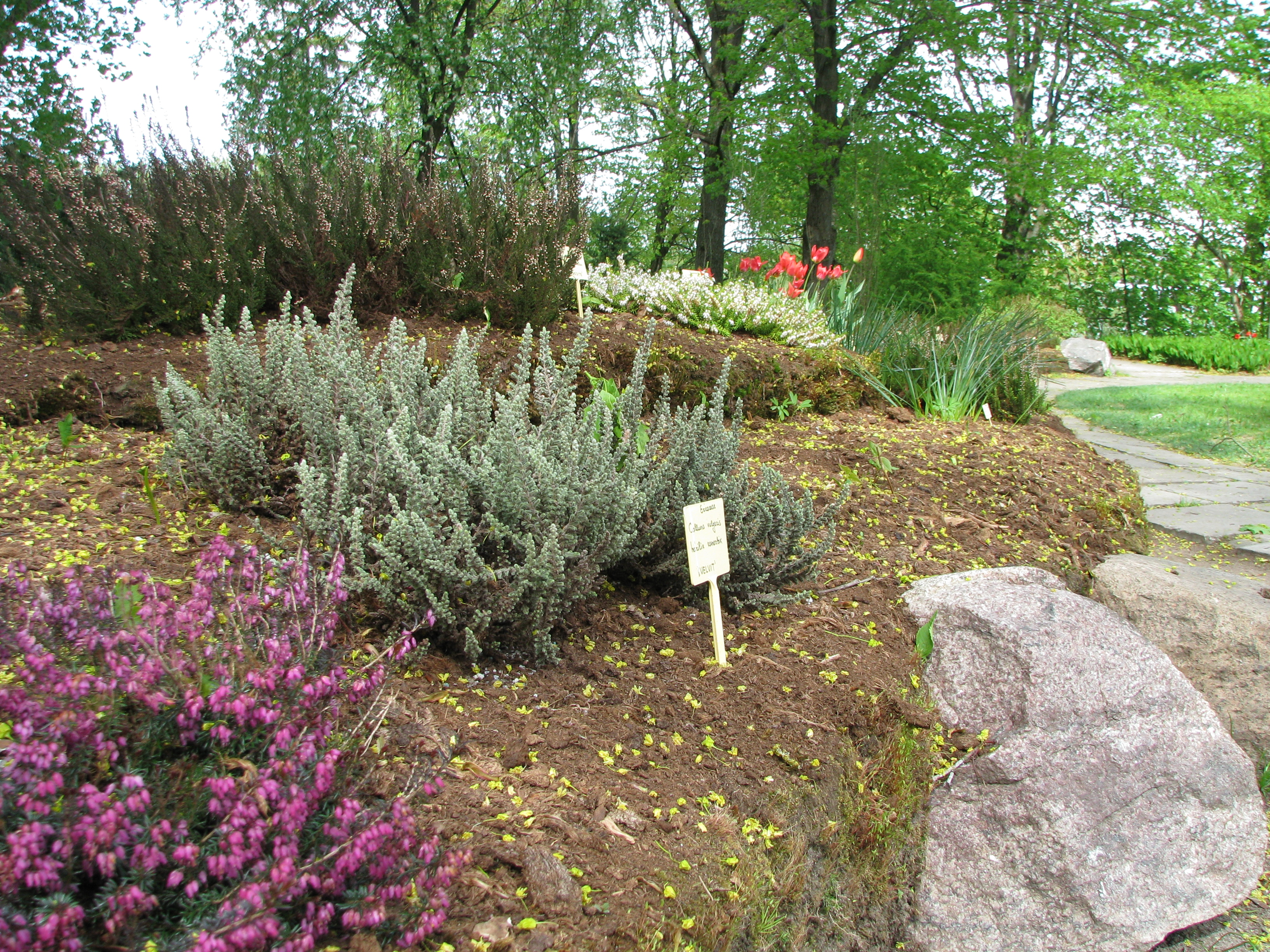
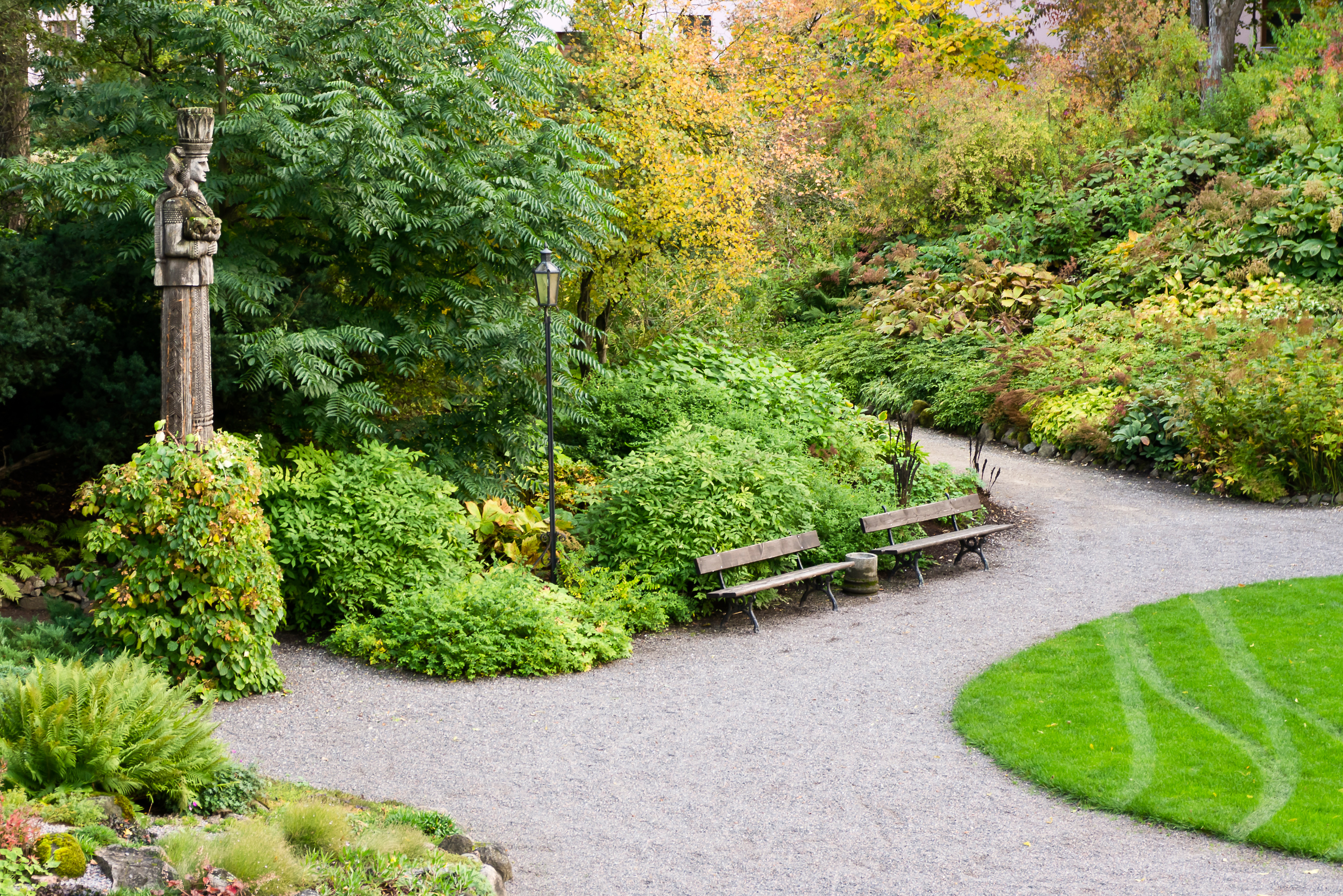
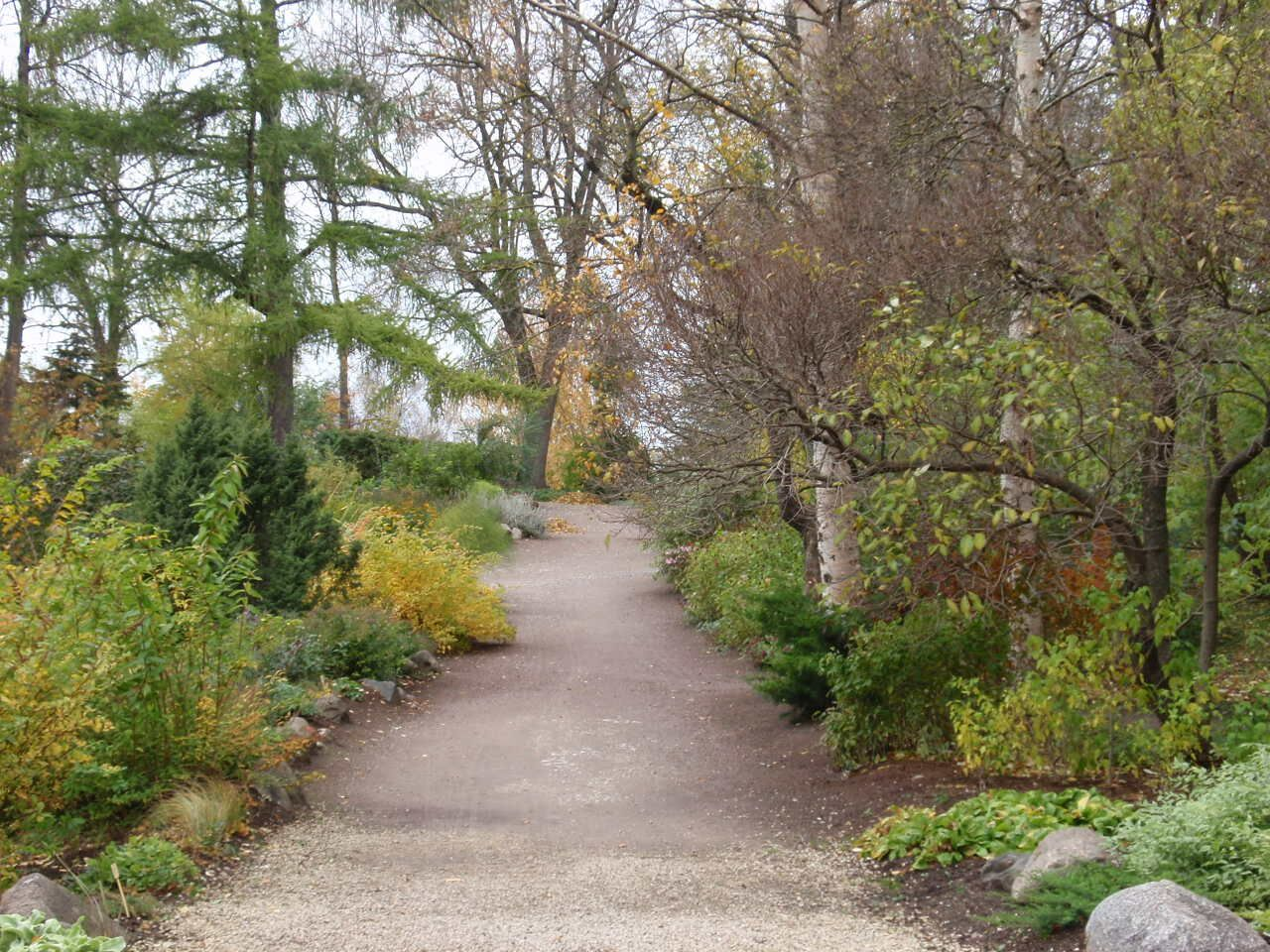
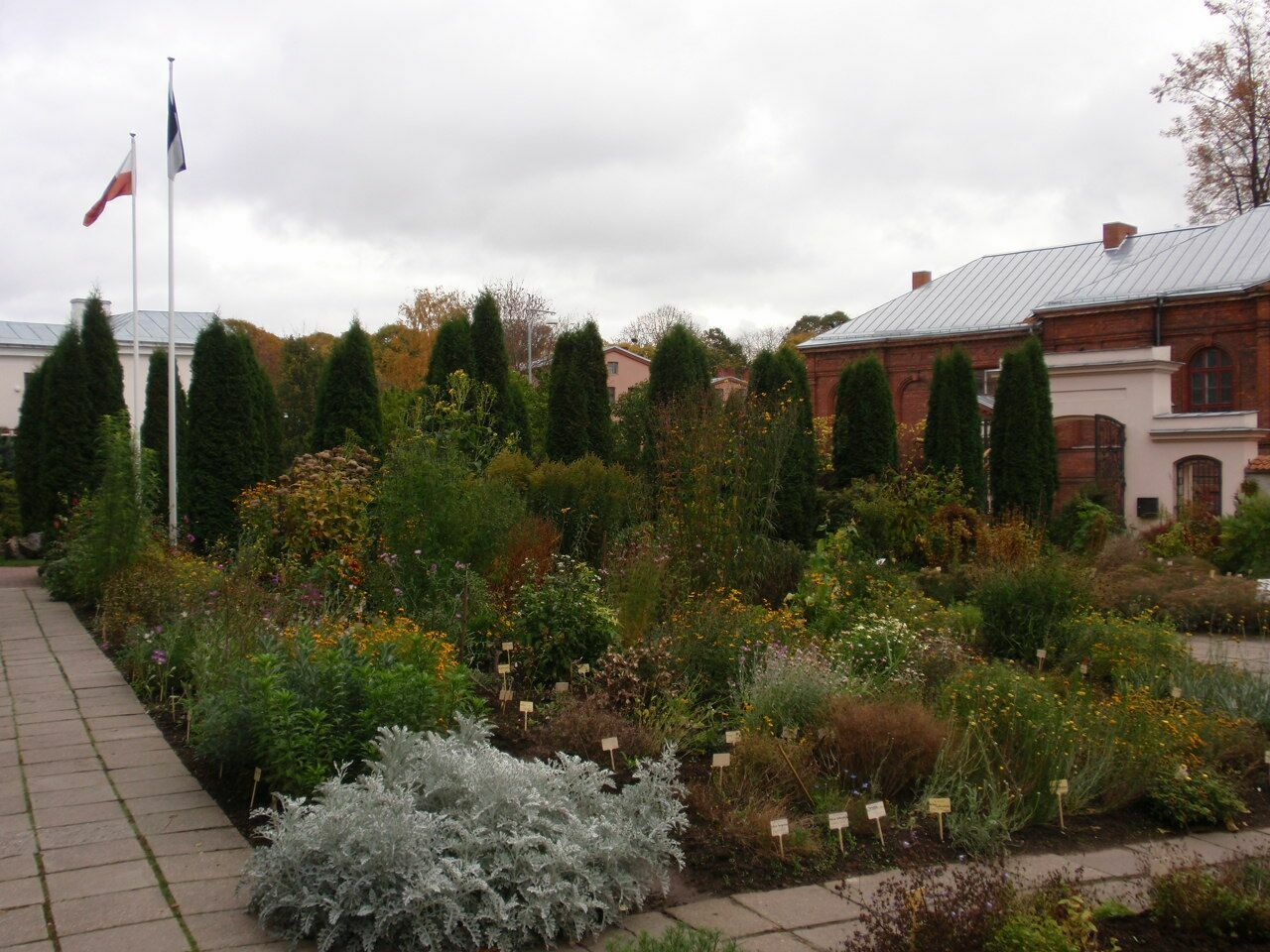
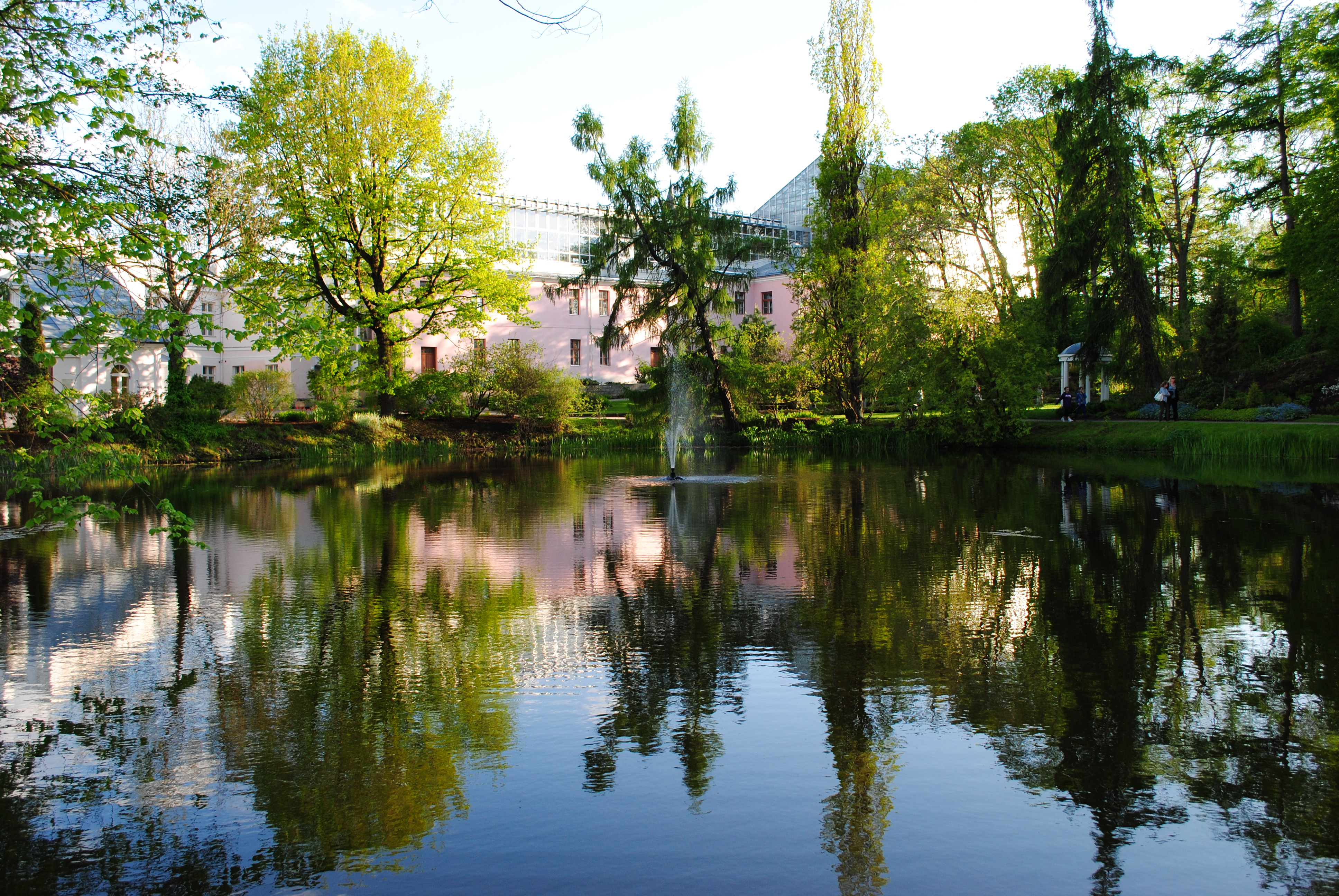